# 蠅蛆病
蠅蛆病（/maɪˈaɪ.əsɨs/）是寄生蟲病的一種，由雙翅目昆蟲的幼蟲——如蒼蠅，寄生在身體組織內導致的疾病。蛆蟲會寄生在哺乳動物身上，通常會是身體上的表面傷口，又或者身體虛弱的人的耳、鼻、口腔的組織，使其組織受損，形成壞疽，嚴重者更可因細菌感染而致死。
蠅蛆病（Myiasis）的字根來自於希臘文myia，意思是蒼蠅。它的原始意義是由蒼蠅造成的疾病。在畜牧業中，蠅蛆病是很嚴重的問題，每年造成很大的經濟損失。在人類中，蠅蛆病通常是發生在衛生狀況不佳的鄉村地區，或是第三世界國家。

## 傳染途徑
蠅蛆病的傳染途徑有三個。通常是蒼蠅在開放性傷口或是受損組織上產卵，幼蟲孵化之後產生。有部份蒼蠅在耳朵、鼻子或是眼睛等開放器官上產卵，幼蟲爬行，進入傷口或器官內部。